# Zhongrong International Trust
Zhongrong International Trust ist ein Finanzdienstleister aus der Volksrepublik China. Der Dienstleister verwaltet ein Vermögen von 87 Milliarden US-Dollar und gilt als eine Art Schattenbank. Der Trust gehört zum Teil der Zhongzhi Group.
Im Sommer 2023 hatte der Trust Zahlungsschwierigkeiten, welche etwa 110 Millionen Renminbi (15 Millionen Dollar) ausmachten. So wird befürchtet, dass dies die ersten Anzeichen einer Wirtschaftskrise in China sind.